# Первомайский сельский совет (Кировский район)
Первомайский сельский совет (укр. Первомайська сільська рада, крымскотат. Первомайское кой юрту) — административно-территориальная единица в Кировском районе в составе АР Крым Украины (фактически до 2014 года; ранее до 1991 года — в составе Крымской области УССР в СССР, до 1954 года — в составе Крымской области РСФСР в СССР, до 1945 года — в составе Крымской АССР РСФСР в СССР). Население по переписи 2001 года — 6132 человека, площадь совета 193 км². Территория сельсовета находится на юге района в бассейне реки Чорох-Су.
К 2014 году сельсовет состоял из 7 населённых пунктов

| - Жемчужина Крыма - Изобильное - Изюмовка - Ключевое | - Отважное - Первомайское - Садовое |

## История
Первомайский сельсовет был образован в период с 1960 по 1968 год и на 1 января 1968 года, кроме современных, включал ещё Красное Село, 31 августа 1989 года включённое в состав Старого Крыма. С 12 февраля 1991 года сельсовет в восстановленной Крымской АССР, 26 февраля 1992 года переименованной в Автономную Республику Крым. С 21 марта 2014 года в составе Крыма аннексирован Россией. Законом «Об установлении границ муниципальных образований и статусе муниципальных образований в Республике Крым» от 4 июня 2014 года территория административной единицы была объявлена муниципальным образованием со статусом сельского поселения.